# Renalna tubularna acidoza
Renalna tubularna acidoza (RTA) je stanje koje nastaje kao posljedica poremećaja bubrežne funkcije zakiseljavanja urina.

## Patofiziologija
Krv kad protječe bubregom se filtrira u glomerulima nefrona, filtrat prolazi kroz tubule nefrona, tijekom čega se različiti elektrolita i ostali tvari, reapsorbiraju i/ili seceniraju. Do nastanka acidoze u sklopu RTA dolazi ili zbog nedovoljne reapsorpcije karbonata (karbonati u krvi povećavaju pH) iz filtrata u proksimalno (početnom) dijelu tubula ili zbog nedovoljnog izlučivanja vodikovih iona (vodikovi ioni zakiseljavaju krv) u distalnom dijelu tubula.

## Tipovi RTA
Razlikujemo četiri tipa RTA:
- tip I - klasična distalna RTA - jedini defekt je sekrecija vodikovih iona u distalnom tubulu
- tip IV - generalizirana distalna RTA - poremećaj svih funkcija distalnog tubula
- tip II - proksimalna RTA - smanjenje reapsorpcija bikarbonata u proksimalnom tubulu
- tip III - različiti miješani oblici distalnih i proksimalnih oštečenja tubula (naziv se sve manje upotrebljava)

|  | Molimo pročitajte upozorenje o korištenju medicinskih informacija. Ne provodite liječenje bez savjetovanja s liječnikom! |